# Monasterio Jirsa
El monasterio Jirsa de San Esteban (en georgiano: ხირსის სტეფანწმინდის მონასტერი) es un monasterio ortodoxo ubicado en la aldea de Tibaani del municipio de Signagi, en la región de Kajetia, Georgia. La fundación del monasterio se acredita por tradición histórica al monje Esteban, uno de los trece padres asirios del siglo VI. 
El edificio existente, una iglesia con cúpula, es el resultado de una serie de reconstrucciones entre 886 y 1822. El sitio tiene la consideración de monumento cultural inmueble de importancia nacional de Georgia.

## Historia
La fundación del monasterio está asociada a la tradición georgiana medieval, elaborada en los himnos por el clérigo del siglo XIII Arsen Bulmaisimisdze sobre el monje Esteban (siglo VI), uno de los trece padres asirios. Se sostiene que este último está enterrado en el monasterio. 
La basílica original se convirtió en una iglesia con cúpula en el siglo X y se remodeló aún más en los siglos XI y XVI. Finalmente, la iglesia fue reparada sustancialmente en 1822.
Durante el período soviético, la vida monástica aquí se detuvo y todo fue saqueado, incluso las tumbas. El propio templo se utilizaba como almacén y en la casa de dos pisos de los monjes funcionaba una escuela de música.
El complejo monástico fue restaurado a la Iglesia ortodoxa de Georgia entre 2002 y 2004, tras haber recuperado su uso después del colapso de la Unión Soviética.

## Arquitectura

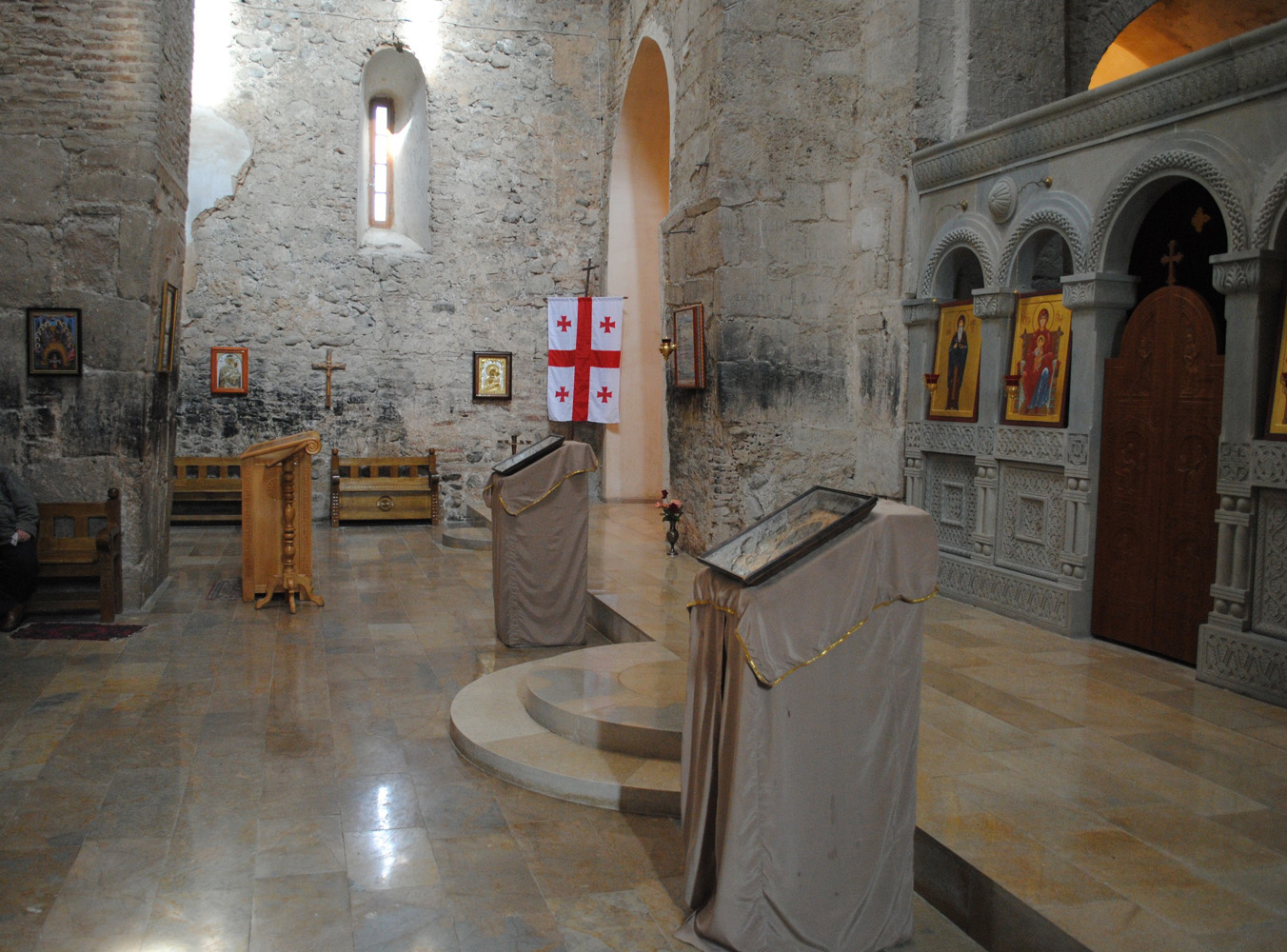
Interior del monasterio con un iconostasio moderno.

La iglesia existente, que mide 41,3 × 23,4 metros y se eleva a una altura de 15,4 metros, está construida de adoquines y areniscas, con uso ocasional de piedra caliza. El interior está dividido en cuatro columnas y termina en un ábside en forma de herradura. El edificio está rematado con una cúpula cónica alta construida en ladrillo y perforada por doce ventanas. Una piedra reutilizada, colocada debajo de la cúpula, lleva una inscripción en asomtavruli, que contiene la fecha 886 y el nombre ahora ilegible de cierto eristavi ("duque"). La iglesia tiene dos puertas, al oeste y sur; este última conduce a la capilla (eukterion en el mundo bizantino) de San Nicolás, que está unida a la iglesia principal en su extremo suroeste. Existen otras dos capillas: a la derecha del santuario principal, en el extremo sur de la iglesia, hay una capilla abovedada dedicada a la Dormición de la Madre de Dios, y a la izquierda del santuario, en el norte, una capilla que contiene la tumba de San Esteban de Jirsa.

### Fachadas

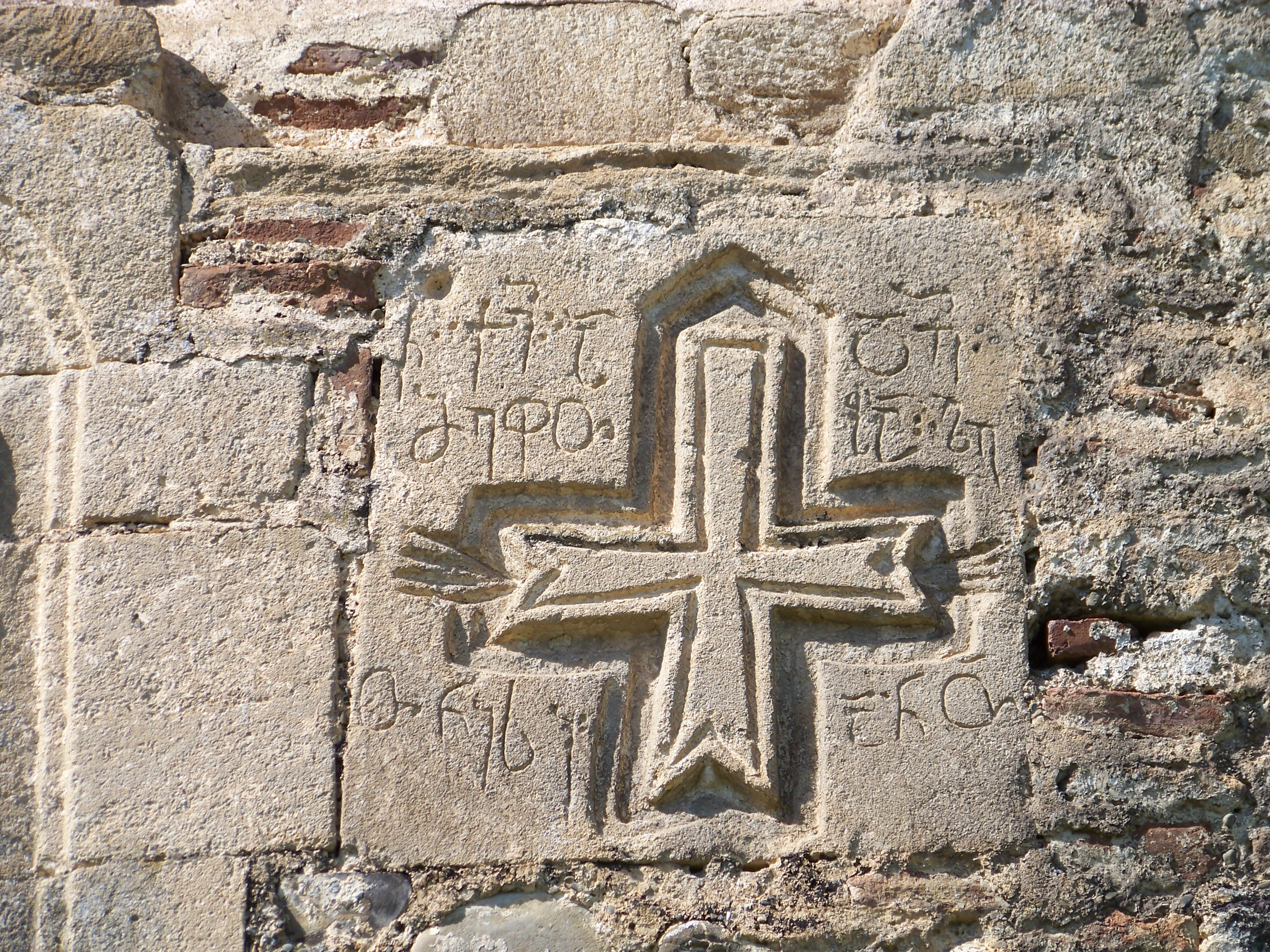
Inscripción referente al rey León de Kajetia

Las fachadas carecen de mucha ornamentación externa. El único adorno es un arquitrabe sobre la ventana sur, con tres cruces talladas en relieve a su alrededor. Una inscripción en el brazo izquierdo de la cruz superior, en asomtavruli, hace referencia a Gagik de Kajetia (1039-1058), mientras que en el brazo derecho se menciona a Giorgi, probablemente un arzobispo. Una inscripción, también en asomtavruli, en una cruz esculpida a la derecha de la ventana sur conmemora al rey León de Kajetia (r. 1520-1574). 
Por encima de la puerta oeste de la iglesia hay otra inscripción, ejecutada en una escritura mixta asomtavruli-mjedruli y fechada en 1822, colocada por el archimandrita Nikepore para conmemorar "al emperador Alejandro I y su ejército", una referencia al zar ruso Alejandro I.
Al oeste de la iglesia hay un muro, acreditado a León de Kajetia. También hay un campanario de tres pisos y una casa de dos pisos para monjes.